# Harukana Receive
Harukana Receive (はるかなレシーブ, Harukana Reshību) est un manga écrit et dessiné par Nyoi Jizai axé sur le beach-volley. Il est prépublié entre août 2015 et septembre 2020 dans le magazine Manga Time Kirara Forward de l'éditeur Hōbunsha. Une adaptation en série télévisée d'animation, réalisée par le studio C2C, est diffusée entre le 6 juillet 2018 et le 21 septembre 2018 au Japon.

## Synopsis
Haruka et Kanata, deux cousines toutes deux complexées par leurs tailles, la première se pensant trop grande et l'autre trop petite, prennent part à un tournoi de beach-volley sur l'île d'Okinawa.

## Personnages
Haruka Ōzora (大空 遥, Ōzora Haruka)
Voix japonaise : Kana Yūki
Kanata Higa (比嘉 かなた, Higa Kanata)
Voix japonaise : Saki Miyashita
Claire Thomas (トーマス 紅愛, Tomasu Kurea))
Voix japonaise : Atsumi Tanezaki
Emily Thomas (トーマス 恵美理, Tomasu Emiri)
Voix japonaise : Rie Suegara
Narumi Tōi (遠井 成美, Tōi Narumi)
Voix japonaise : Miyuri Shimabukuro
Ayasa Tachibana (立花 彩紗, Tachibana Ayasa)
Voix japonaise : Kanae Itō
Marissa Thomas (トーマス マリッサ, Tōmasu Marissa)
Voix japonaise : Umeka Shōji
Akira Ōshiro (大城 あかり, Ōshiro Akari)
Voix japonaise : Chisa Kimura
Mai Sunagawa (砂川 舞, Sunagawa Mai)
Voix japonaise : Riko Koike
Ai Tanahara (棚原 愛衣, Tanahara Ai)
Voix japonaise : Akari Kitō
Kanna Aragaki (新垣 柑菜, Aragaki Kanna)
Voix japonaise : Minami Takahashi

## Manga
Le manga débute au mois d'août 2015 dans le magazine Manga Time Kirara Forward publié par Hōbunsha. Le chapitre final est paru le 24 septembre 2020, et l'ultime volume est publié le 12 octobre 2020 au Japon. Le manga est inédit en France.

### Liste des volumes
| no | Japonais        | Japonais      |
| no | Date de sortie  | ISBN          |
| -- | --------------- | ------------- |
| 1  | 12 mars 2016    | 9784832246751 |
| 2  | 12 octobre 2016 | 9784832247543 |
| 3  | 11 mars 2017    | 9784832248144 |
| 4  | 12 octobre 2017 | 9784832248700 |
| 5  | 12 avril 2018   | 9784832249387 |
| 6  | 9 août 2018     | 9784832249707 |
| 7  | 11 avril 2019   | 9784832270824 |
| 8  | 9 août 2019     | 9784832271135 |
| 9  | 12 mars 2020    | 9784832271753 |
| 10 | 12 octobre 2020 | 9784832272187 |

## Anime
Une adaptation en série d'animation est annoncée au mois de juillet 2017. L'adaptation est assurée par le studio C2C et est diffusée du 6 juillet au 21 septembre 2018 sur la chaîne AT-X. La réalisation des épisodes est confiée à Toshiyuki Kubooka sur un scénario fourni par Tōko Machida, tandis que le character design est confié à Takeshi Oda. Les seiyūs Kana Yūki (ja) et Saki Miyashita (ja) interprètent le générique de début FLY two BLUE, et participent aussi au générique de fin, Wish Me Luck!!!, aux côtés de Atsumi Tanezaki et Rie Suegara (ja).
En France, la série est licenciée par Anime Digital Network. L'éditeur français Kazé prévoit la sortie d'une compilation de la série en DVD et blu-ray en juin 2021.

### Liste des épisodes
| No | Titre français                           | Titre japonais                           | Titre japonais                                           | Date de 1re diffusion |
| No | Titre français                           | Kanji                                    | Rōmaji                                                   | Date de 1re diffusion |
| -- | ---------------------------------------- | ---------------------------------------- | -------------------------------------------------------- | --------------------- |
| 1  | Il n'y a pas de meneur                   | エースなんて必要ないの                   | Ēisu Nante Hitsuyō Nai no                                | 6 juillet 2018        |
| 2  | Fais-moi confiance                       | 私を信じて                               | Watashi o Shinjite                                       | 13 juillet 2018       |
| 3  | Je veux retrouver celle que j'étais      | 昔の自分を取り戻したいって思ってる       | Mukashi no Jibun o Torimodoshitaitte Omotteru            | 20 juillet 2018       |
| 4  | Ça nous va à merveille, non ?            | 私達にぴったりだと思わない?              | Watakushi-tachi ni Pittari da to Omowanai?               | 27 juillet 2018       |
| 5  | Jusqu'à ce que tu craques                | アンタの心が折れるまで                   | Anta no Kokoro ga Oreru made                             | 3 août 2018           |
| 6  | Je ne craquerai pas                      | 折れないよ、私は                         | Orenai yo, Watakushi wa                                  | 10 août 2018          |
| 7  | Ça y est, on est amies                   | もう友達でしょ                           | Mō Tomodachi de sho                                      | 17 août 2018          |
| 8  | Je tiendrai parole                       | 約束守ってみせるから                     | Yakusoku Mamotte Miseru Kara                             | 24 août 2018          |
| 9  | C'est ce qui m'anime                     | これが私の気持ちです                     | Kore ga Watakushi no Kimochi desu                        | 31 août 2018          |
| 10 | Celle que je voulais affronter           | アタシが戦いたかったのは                 | Atashi ga Tatakaitakatta no wa                           | 7 septembre 2018      |
| 11 | Maintenant, on joue le tout pour le tout | ここまできたら真っ向勝負                 | Koko Made Kitara Makkō Shōbu                             | 14 septembre 2018     |
| 12 | Le choix du partenaire est crucial       | だから私たちは、かけがえのない一人を選ぶ | Dakara Watakushi-tachi wa, Kakegae no Nai Hitori o Erabu | 21 septembre 2018     |